# Bolinho de camarão

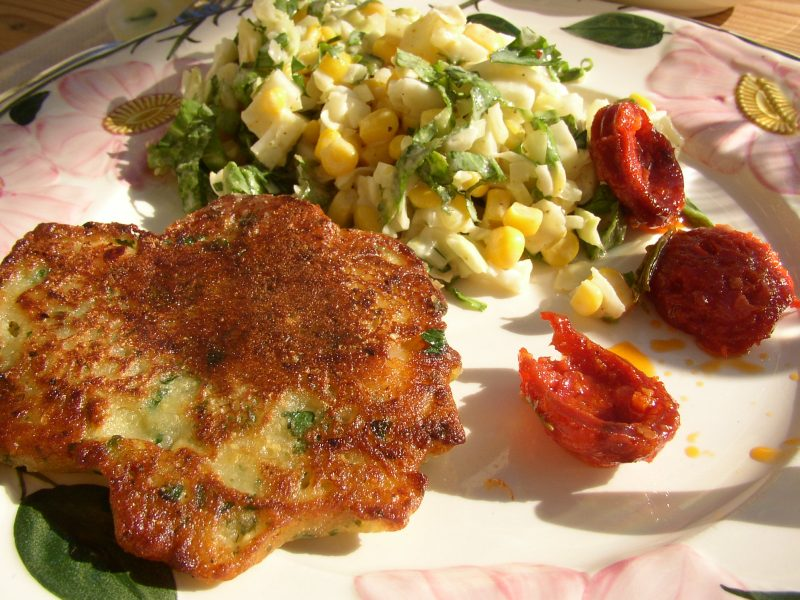
Tortillita de camarones.

Bolinho de camarão é uma espécie de salgado, que leva na sua composição camarão, manteiga, farinha de trigo, leite e sal.
Outros itens também são adicionados a fim de condimentar o prato. Estes incluem cebola, alho, salsinha, pimenta do reino, coentro, variando de cada receita.
A massa contendo os ingredientes, é frita em óleo fervente e depois seca em papel absorvente.
Comum nos estados brasileiros que apresentam fartura de camarão, como Santa Catarina, litoral de São Paulo, Rio de Janeiro e vários estados do Nordeste brasileiro. Outros países também possuem a sua versão, como a Tortillita de camarones, da Andalucía.